# Teratura darevskyi
Teratura darevskyi är en insektsart som beskrevs av Andrej Vasiljevitj Gorochov 1993. Teratura darevskyi ingår i släktet Teratura och familjen vårtbitare. Inga underarter finns listade i Catalogue of Life.